# Tractat teològico-polític
Tractat teològic i polític (títol original Tractatus Theologico-Politicus) és la segona i última obra publicada en vida per Baruch Spinoza.

## Història delTractat

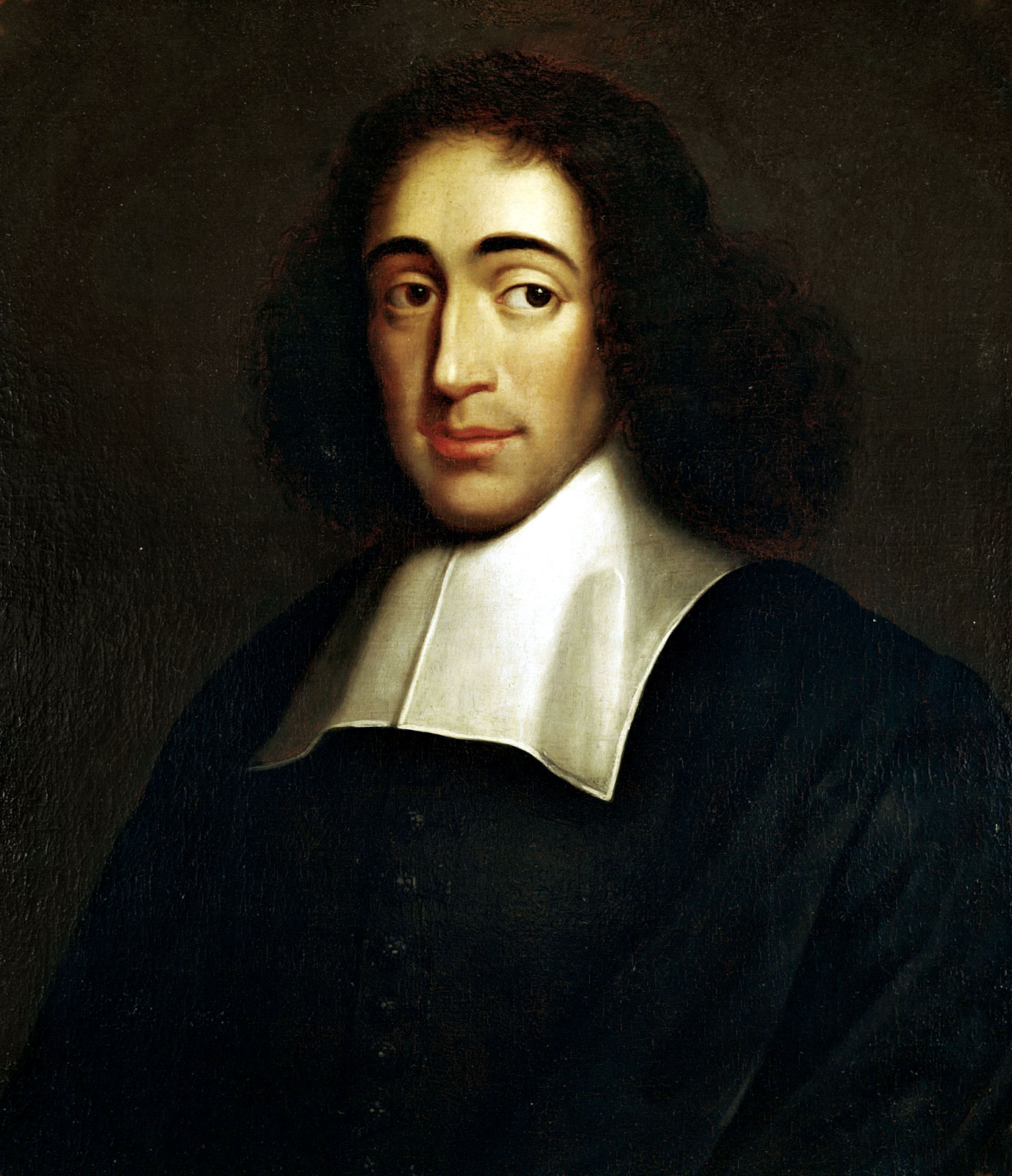
Baruch Spinoza

Escrita en neollatí, aparegué a Holanda l'any 1670 de manera anònima i sota un fals editor, però ben aviat fou descobert el nom de tots dos. Per pressions de l'església calvinista l'obra fou finalment prohibida als Països Baixos l'any 1674. Les acusacions d'ateisme sobre Spinoza i el llibre (llibre perniciós i detestable segons P.Bayle) provocaren que, tot i ser llegit secretament, la primera traducció alemanya, per exemple, que influí a Jacobi, Goethe i Hegel no veiés la llum fins al 1787.
La redacció del llibre té la seva llavor en una apologia escrita en castellà per Spinoza i mai publicada sobre la seva expulsió de la sinagoga l'any 1656, però no fou fins al 1665 que en una carta a H.Oldenburg declara obertament estar redactant un tractat sobre les seves opinions al voltant de les Escriptures. Les raons que l'impulsaren foren, digué, fer front als teòlegs, que impedeixen als homes consagrar-se a la filosofia; refutar les acusacions d'ateisme que pesaven sobre ell; i demostrar que els predicadors, per un excés d'autoritat, suprimeixen la llibertat d'expressió.
Les imminents reaccions per part dels grups religiosos (calvinistes a Holanda i luterans a Alemanya) obligaren a Spinoza a demanar que s'aturés la publicació de la traducció de l'obra a l'holandès i va esquitxar a amics i coneguts com a Johan de Witt, aleshores en el poder, acusat de ser responsable directe de la publicació i que fou assassinat el 1672.
Tot i això, la demanda del llibre va fer que l'editor el reedités els anys 1672, 1673 i 1674 sota noms falsos com Opera chirurgica omnia o Danielis Heinsii Operum historicum collectio. Mentrestant, Spinoza vivia retirat a casa de van der Spyck, visitat per amics i personatges il·lustres com Leibniz, i ocupat en la redacció de l'Ética que no va atrevir-se a publicar en vida.

## Crítica de les religions
Spinoza s'atreví per primer cop a la història a encarar de manera sistemàtica una crítica històrica i textual de les religions cristiana i jueva. Les Escriptures no venen pas de Déu, afirma, sinó que s'han d'examinar científicament per aclarir qui i quan va escriure cadascun dels diferents llibres.
Això porta a Spinoza a assegurar que la Bíblia no és sinó una multitud de textos dispersos, amb diferents autors i d'èpoques diferents. Però és necessari saber també qui era el receptor de les paraules dels llibres: per entendre l'Antic Testament és necessari entendre el poble jueu que el va crear i, sobretot, a qui anava destinat. Segons Spinoza, els jueus eren un poble aleshores inculte i habituat a l'esclavitud. Això fa que no es puguin prendre les paraules de la Bíblia de manera literal perquè les seves pàgines foren escrites per un públic illetrat i crèdul (especialment les profecies).
A més, moltes parts de les Escriptures no són sinó lleis destinades a regir la vida pública que es feren venir de Déu buscant l'obediència que neix del temor. Així, el déu de l'Antic Testament és antropomòrfic, creat pels mateixos homes, mostrant els mateixos vicis i virtuts que tenen els homes (ira, desig de venjança, gelosia, etc.) i la seva religió és legalista i busca l'obediència: "només amb relació a la capacitat del poble i a la seva falta de comprensió es Déu descrit com legislador o príncep i se l'anomena just, misericordiós, etc." [Cap. IV, p.65]
De Jesús, Spinoza té una millor impressió: tot i que nega que sigui fill de Déu, el té com algú que aconseguí percebre adequadament les coses. El Nou Testament, per les paraules de Jesús, se centra en l'amor i la justícia, però l'Església ha desvirtuat el seu missatge i obeeix només al desig de control i a l'ambició, fins al punt d'haver-se convertit en un Estat que pretén governar els altres estats. "¿Ha de sorprendre'ns, doncs, que de l'antiga religió no romangui sinó el culte extern i que la fe no sigui més que credulitat i prejudicis?" [Prefaci, p. 29].

## La llibertat d'opinió
L'expulsió de la sinagoga en la seva joventut, que implicà la prohibició a tot jueu de tractar amb ell, i els esforços dels calvinistes per controlar la vida pública als Països Baixos són el rerefons del Tractat que respon assegurant que "la veritable finalitat de l'estat és la llibertat" [Cap.XX, p.241], especialment la llibertat d'opinió, i que "aquesta llibertat no només es pot concedir sense prejudici de la pietat i la pau de l'estat, sinó que, a més, suprimint-la, se suprimeix la pau de l'estat i la pietat" [Prefaci, p.7]. La facultat de raonar lliurement és un dret natural, que en Spinoza és una força irrenunciable, i és inútil que un estat s'esforci a suprimir-la: "allò que no pot ser prohibit, és necessari permetre-ho, encara que de vegades comporti algun dany" [Cap.XX, p. 243]. Seguint a Hobbes, Spinoza creu que la societat es forma per individus que, buscant seguretat, renuncien al dret que tenen a actuar per pròpia decisió, però que en cap moment renuncien al dret a raonar o jutjar. I "la finalitat de l'estat no és pas convertir els éssers racionals en bèsties o autòmats, sinó aconseguir que les seves ments i el seu cossos es desenvolupin amb seguretat" [Cap.XX, p.241]. Els estats i les religions que busquen constantment controlar les paraules i el raonament dels ciutadans acumulen fracàs rere fracàs perquè tot i impedir que els homes parlin no poden impedir que pensin i com més s'esforcen a treure'ls-hi la llibertat de parlar, més s'esforcen els ciutadans en lo contrari. La diversitat d'opinions és natural i "com menys llibertat tenen els homes, més allunyats s'està de l'estat natural i amb més violència, per tant, és necessari governar." [Cap.XX, p.245]